# Startex
Startex és una concentració de població designada pel cens dels Estats Units a l'estat de Carolina del Sud. Segons el cens del 2000 tenia 988 habitants.

## Demografia
Segons el cens del 2000, Startex tenia 988 habitants, 391 habitatges i 265 famílies. La densitat de població era de 199,7 habitants/km².
Dels 391 habitatges en un 29,2% hi vivien nens de menys de 18 anys, en un 49,4% hi vivien parelles casades, en un 11,3% dones solteres, i en un 32,2% no eren unitats familiars. En el 28,4% dels habitatges hi vivien persones soles l'11,5% de les quals corresponia a persones de 65 anys o més que vivien soles. El nombre mitjà de persones vivint en cada habitatge era de 2,53 i el nombre mitjà de persones que vivien en cada família era de 3,12.
Per edats la població es repartia de la següent manera: un 25,8% tenia menys de 18 anys, un 6,1% entre 18 i 24, un 29,6% entre 25 i 44, un 24% de 45 a 60 i un 14,6% 65 anys o més.
L'edat mediana era de 37 anys. Per cada 100 dones de 18 o més anys hi havia 90,9 homes.
La renda mediana per habitatge era de 30.417 $ i la renda mediana per família de 38.036 $. Els homes tenien una renda mediana de 24.821 $ mentre que les dones 22.143 $. La renda per capita de la població era de 12.619 $. Entorn del 7,5% de les famílies i el 13,8% de la població estaven per davall del llindar de pobresa.

## Poblacions més properes
El següent diagrama mostra les poblacions més properes.